# Фосфит лития
Фосфит лития — неорганическое соединение,
соль лития и фосфористой кислоты кислоты с формулой Li2PHO3,
бесцветные кристаллы,
растворяется в воде,
образует кристаллогидраты.

## Получение
- Реакция карбоната лития и фосфористой кислоты:

{\displaystyle {\mathsf {Li_{2}CO_{3}+H_{2}PHO_{3}\ {\xrightarrow {}}\ Li_{2}PHO_{3}+CO_{2}\uparrow +H_{2}O}}}

## Физические свойства
Фосфит лития образует кристаллогидрат состава Li2PHO3•H2O — бесцветные кристаллы
моноклинной сингонии,
пространственная группа P 21/c,
параметры ячейки a = 0,50322 нм, b = 0,89795 нм, c = 1,7088 нм, β = 92,672°, Z = 8 при 173 К
.
Растворяется в воде.